# Głuchów (powiat Skierniewicki)
Głuchów is een dorp in het Poolse woiwodschap Łódź, in het district Skierniewicki. De plaats maakt deel uit van de gemeente Głuchów en telt 1000 inwoners.